# Sông Ebola
Sông Ebola là con sông nằm ở phía bắc Cộng hòa Dân chủ Congo, châu Phi. Đây là đầu nguồn của sông Mongala - một chi lưu của sông Congo.
Virus Ebola (EBOV) và các loài liên hệ với nó như (loại Ebolavirus, và các loài Bundibugyo ebolavirus, Reston ebolavirus, Sudan ebolavirus, Taï Forest ebolavirus, và Zaire ebolavirus) được đặt theo tên theo tên dòng sông này.